# Wilton House
Wilton House è una casa di campagna inglese che sorge non lontano dal paese di Wilton, vicino Salisbury nel Wiltshire. È stata la residenza di campagna dei conti di Pembroke per quattro secoli e fu costruita sul territorio della medievale abbazia di Wilton.

## Storia
Il territorio su cui si trova la casa ha ospitato dal IX secolo l'importante abbazia di Wilton. Durante il regno di Enrico VIII, il quale volle l'abolizione dei monasteri e degli ordini religiosi, l'ultima badessa Cecily Bodenham cedette il convento alla corona il 25 marzo 1539. Nel 1544, poi, Enrico VIII donò il territorio dell'abbazia a William Herbert, I conte di Pembroke. Con l'aiuto di Hans Holbein il Giovane, che però morì prima di portare a termine il suo lavoro, il conte trasformò l'abbazia in una residenza rinascimentale.
Nel 1630 la famiglia dei conti di Pembroke commissionò a Inigo Jones, architetto tra i favoriti del re Carlo I, la riprogettazione dell'abitazione. Infine, nel 1801, l'undicesimo conte affidò a James Wyatt il compito di modernizzare la casa, che venne modificata in alcune sue parti, secondo il gusto neogotico dell'epoca.
Per Wilton House ha lavorato anche l'ebanista e designer inglese Thomas Chippendale.

## Apparizioni televisive e cinematografiche
In epoca contemporanea la residenza è stata un'ambientazione di alcuni film come Barry Lyndon, La pazzia di Re Giorgio, La mia regina, Orgoglio e pregiudizio (2005), Tomb Raider (2018) e la serie di The Crown.
Nel 2020 i giardini e gli interni della residenza appaiono nella serie televisiva Bridgerton.